# Audi TT
L'Audi TT és un automòbil esportiu, produït pel fabricant alemany Audi des de l'any 1998 a Győr, Hongria. Existeixen dues generacions del TT, ambdues amb Motor davanter transversal i disponibles amb carrosseries cupè i cabriolé de dues portes i amb tracció davantera a les quatre rodes. La primera generació del TT i l'actual tenen la configuració de 2+2 places

## Prototip del TT
El TT va ser mostrat per primera vegada com un prototip al Saló de l'Automòbil de Frankfurt el 1995. El disseny és acreditat a J Mays i Freeman Thomas d'estudi de disseny Califòrnia pertanyent a Volkswagen, amb Martin Smith contribuint amb el disseny interior que va ser guanyador de premis. El nom TT no indica twin turbo (" biturbo "), sinó que és una referència a la Tourist Trophy.

## Disseny del TT
L'estilització del TT és vista per molts com un moment clau en el disseny automotor. Des de la seva introducció com a prototip el 1995, i com automòbil de producció el 1998, el disseny va ser vist com a audaç, innovador i revolucionari. Mentre l'automòbil, va manllevar alguns elements de disseny de vehicles anteriors, el disseny en general va ser considerat per molts com veritablement únic. Malgrat el seu suau corbat tan atractiu, el disseny no porta a aerodinàmiques revolucionàries (el  coeficient d'arrossegament de la carrosseria era en realitat relativament alt, de 0,35). Però amb el seu distintiu disseny, carrosseria arrodonida, gran ús d'alumini anoditzat exposat, i falta de para-xocs definits, el TT va representar una desviació de molta de l'estilització que dominava el mercat automotor, en aquella època.

## Primera generació del TT (1998-2006)
El model de producció (designació interna Typ 8N) va ser llançat amb carrosseria cupè al setembre de 1998, seguit pel descapotable a l'agost de 1999, basat en la plataforma A de Volkswagen usada en el Volkswagen Golf, Škoda Octavia i altres. Les diferències amb el prototip són els para-xocs i l'addició de finestres a la part del darrere de les portes. Primer va estar disponible amb un motor de gasolina d'1,8 l amb quatre cilindres, turbocompressor i 20 vàlvules. Durant els primers dos anys de producció, tant els models de tracció davantera, com els quattro, tenien com a característica una versió de 180 CV (132 kW) d'aquest motor.

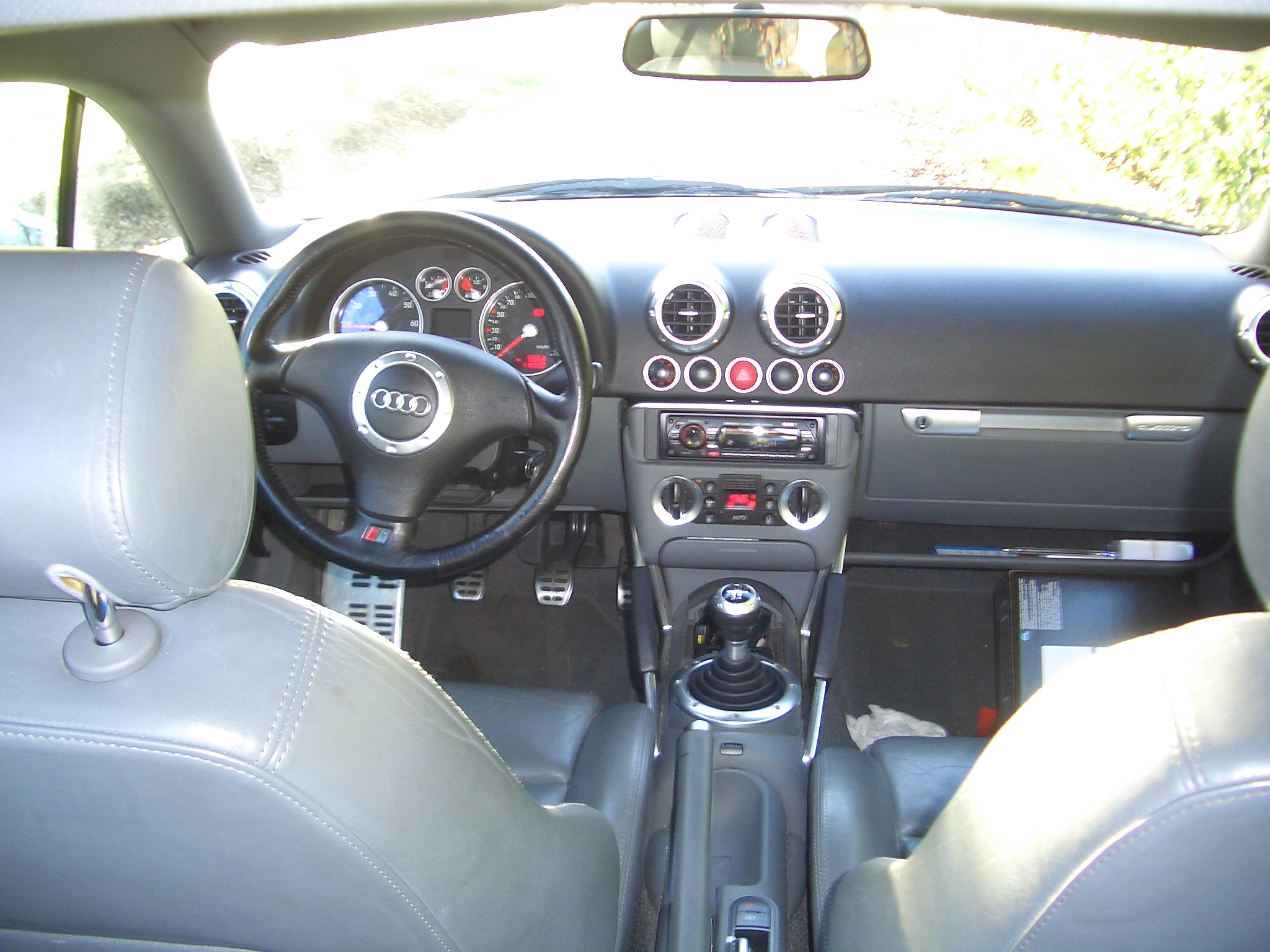
Interior del TT

El 1999, es va llançar un model quattro més poderós, el qual va ser equipat amb un motor de 225 CV (165 kW) que comparteix el mateix disseny bàsic però amb un turbocompressor més gran, un intercooler addicional en el costat del conductor, bieles forjades, escapament doble i alguns altres ajusts interns, dissenyats per suportar l'augment d'empenta del turbo de 10 psi fins a 15 psi.
Tots els models TT van ser cridats a revisió a finals de 1999 i principis de 2000 seguint inquietuds sobre el maneig de l'automòbil, el qual va ser considerat inestable en girs a alta velocitat com a resultat del sobre viratge per acceleració es van efectuar diverses modificacions, que van ser incorporades subseqüentment en tots els futurs models: es van col·locar alerons del darrere (per reduir l'alçament) i configuració de la suspensió modificada (per augmentar el subviratge). L'oferta dels motors originals de quatre cilindres va ser complementada amb un motor VR6 3.2L de 250 CV (184 kW) al principi de 2003, el qual ve amb el sistema de tracció total quattro. L'octubre de 2004 es va estrenar una nova transmissió anomenada DSG (de doble embragatge), la qual millora l'acceleració mitjançant una dràstica reducció en el temps per al canvi de marxa.
Audi havia desenvolupat el TT amb algunes notables millores, incloent-hi un model " quattro Sport " alleugerit i amb un augment de potència, amb 240 CV (176 kW) i una velocitat màxima de 250 km / h (155 mph).

### Galeria d'Imatges del TT

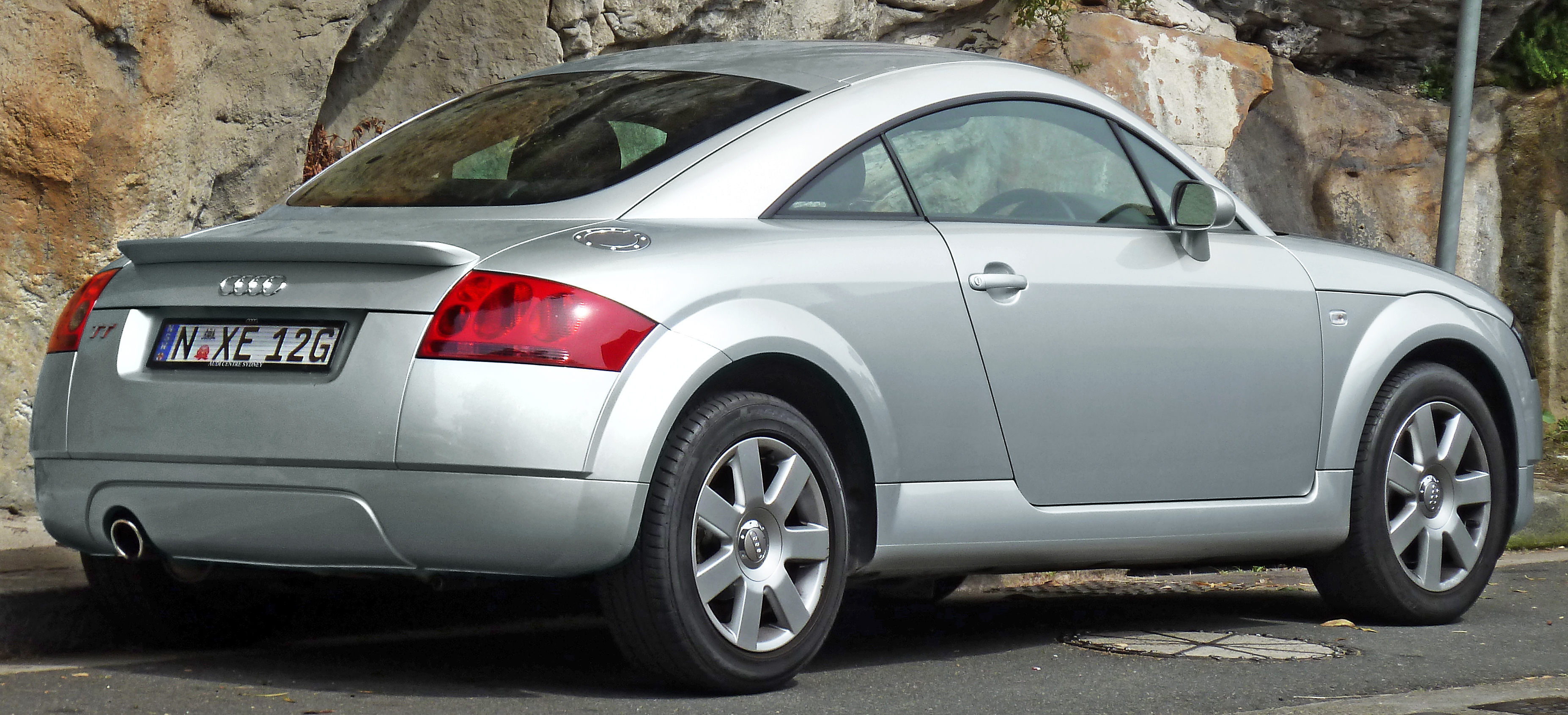
Vista del darrere.
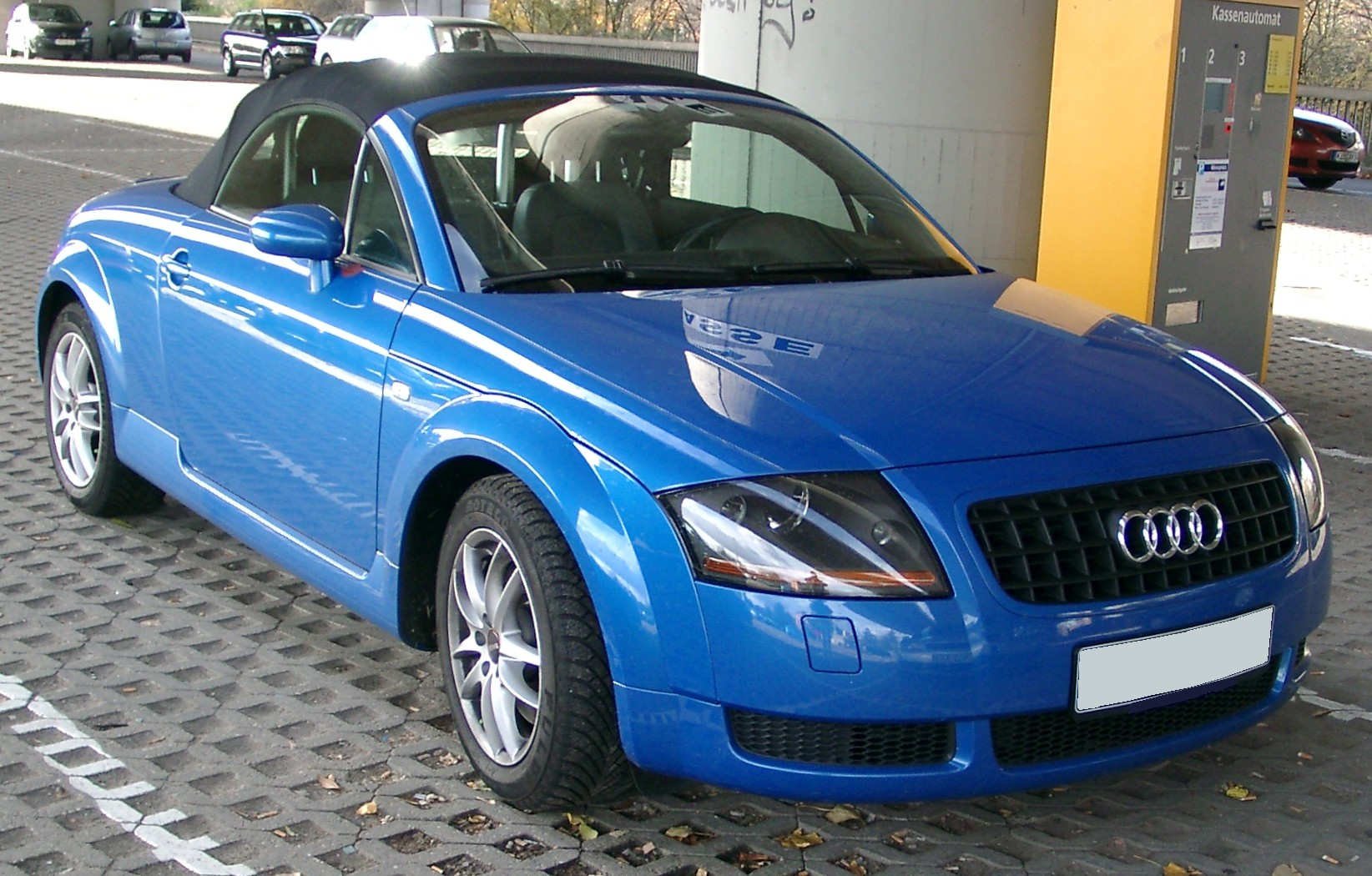
Audi TT 8N roadster.Vista per frontal.
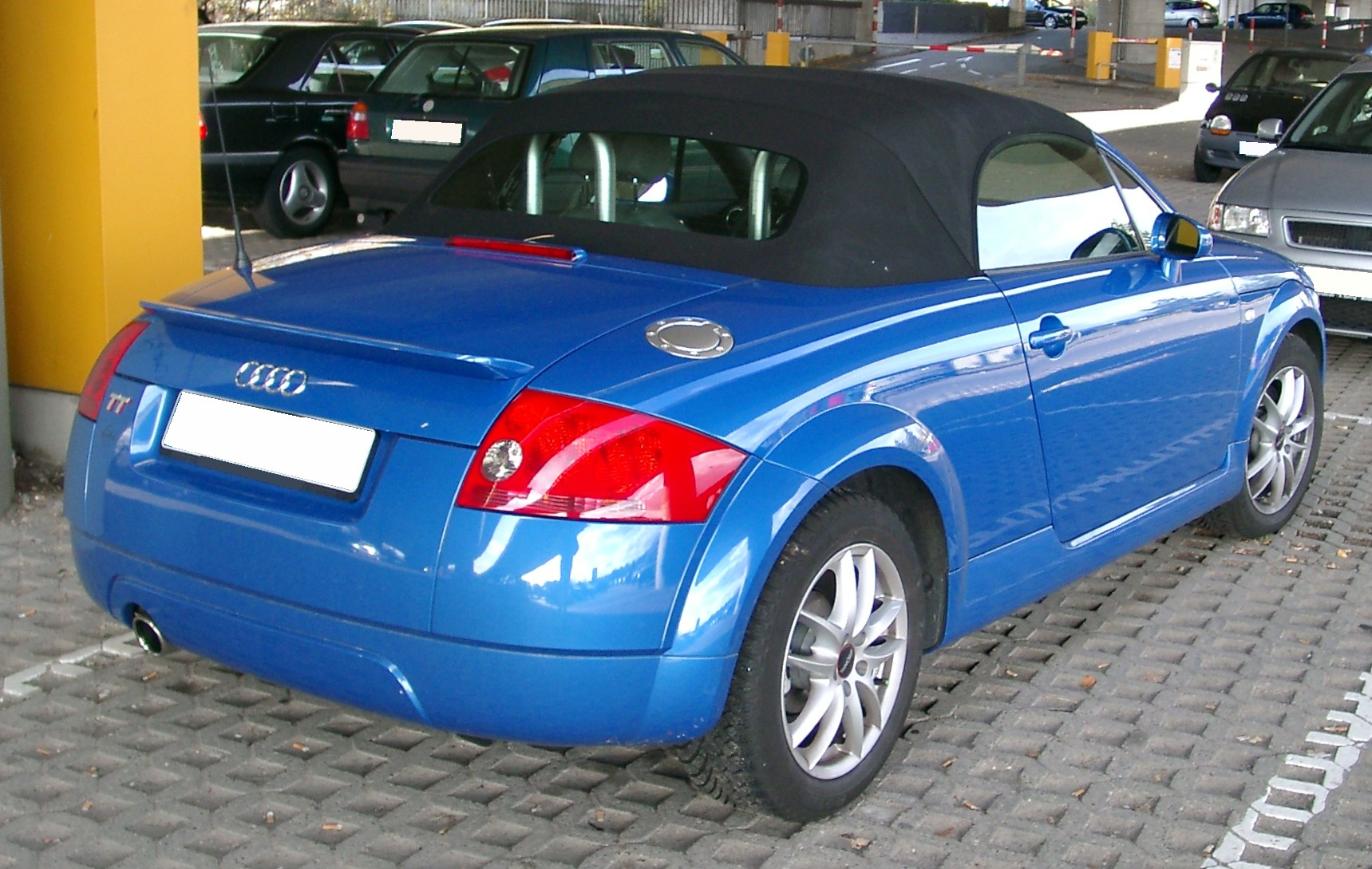
Audi TT 8N roadster.Vista del darrere.

## Segona generació del TT (2007 - 2014)
L'agost de 2004, Audi va anunciar que la segona generació de TT seria construïda en alumini i començaria a ser produïda en 2007.

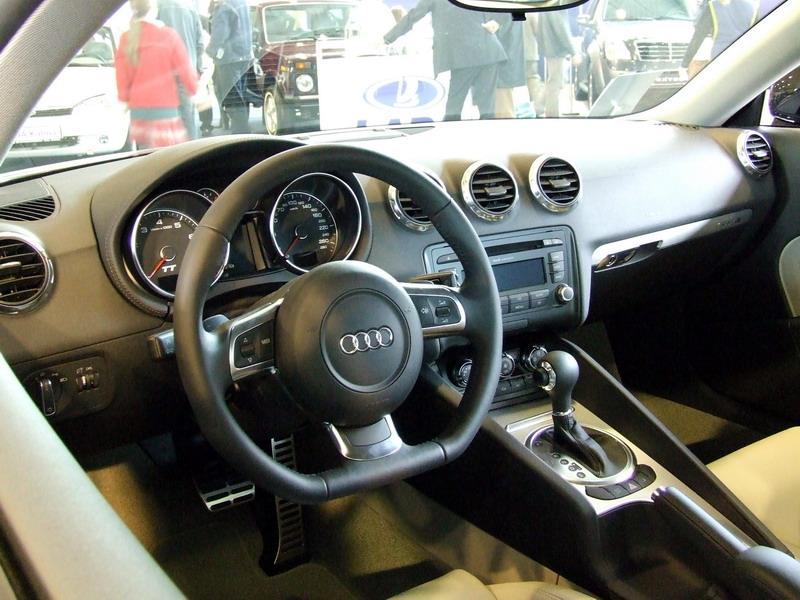
Interior del Audi TT

 Es va presentar un prototip del TT (l'Audi Shooting Brake) al Saló de l'Automòbil de Tòquio de 2005. El prototip presentava un disseny angular i una carrosseria "hatchback" de tres portes.
Audi va presentar la segona generació del TT amb la designació interna Typ 8J, el 6 d'abril de 2006. Està construït d'alumini en el front i acer enrere per millorar el seu balanç, i està disponible amb tracció davantera o tracció total. L'automòbil de producció usa tant el motor 3.2 litres V6, amb 247 CV (184 kW), o una versió de 197 CV (147 kW) del, quatre cilindres d'injecció directa d'Audi de 2.0 litres. Més conegut com a FSI, per les sigles en anglès de Fuel Straight / Stratified Injection, aquesta tecnologia va ser derivada dels automòbils de competició de Le Mans. Una transmissió de sis velocitats és estàndard, amb la DSG com a opcional, i tracció total quattro estàndard amb el V6. La nova suspensió activa d'Audi, anomenada Audi Magnetic Ride i basada en la MagneRide de Delphi, estarà disponible. S'ofereix en versió cupè 2+2 i descapotable, que va aparèixer a finals del 2007 com a model 2008.

### Rendiment
Per versió Sline Coupe 2007
0-60 mph: 5.56 s
0-100 mph: 13.90 s
1/4 milla: 14.15 @ 101.1 mph s
Velocitat màxima: 155.48 mph

### TTS
El TTS és la versió esportiva de l'Audi TT, que compta amb el motor de 2.0 litres i tracció total de l'Audi S3 però amb 272 CV. Passa de 0 a 100 km / h en 5,4 segons i la velocitat màxima està limitada electrònicament a 250 km / h.

### TT-RS
El TT-RS és la versió més potent de l'Audi TT, aquest compte amb un motor de 2,5 litres TFSI de 5 cilindres en línia i 340 hp, i incorpora la tracció total quattro. Als EUA, a causa de la diferent normativa anticontaminació, es ven de sèrie amb una potència de 360 hp. Accelera de 0 a 100 km / h en 4.6 segons i la seva velocitat màxima està limitada a 250 km / i opcionalment a 280 km / h. El seu consum urbà és de 12.4 L/100 km, extra urbà : 6.4 L/100 km, i el consum homologat mixt : 8.6 L/100 km. L/100 km, extra urbà : 6.4 L/100 km, i el consum homologat mixt : 8.6 L/100 km. A finals d'agost de 2013, el seu preu a Espanya és de 78.000 dòlars (67.000 euros), i de 104.000 dòlars en Argentina. Els valors, referencials d'altres versions, arrencant per la més econòmica (1.8 de 160 hp) a 61.000 dòlars en Argentina i a 38.000 $ (33.000 euros) a Espanya, fins al roadster a uns 74.000 dòlars en Argentina i 41.000 (35.000 euros) a Espanya. Val destacar que l'abismal diferència de preus existent entre aquests dos països, es deu al fet que a l'Argentina regeix un aranzel extra d'un 30% que se li addiciona com a recàrrec impositiu als vehicles d'origen importat, i a la progressiva depreciació de la moneda local (pes) en relació amb divises estrangeres com ara el dòlar o l'euro.

### Galeria d'Imatges del TTS i del TT-RS

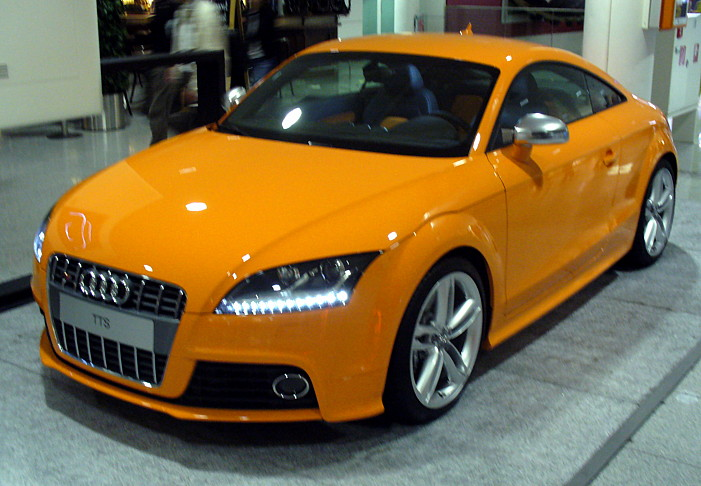
Audi TTS Cupé
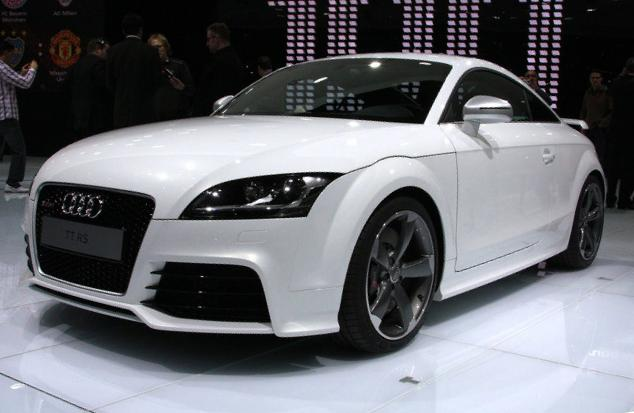
Audi TT-RS Cupé
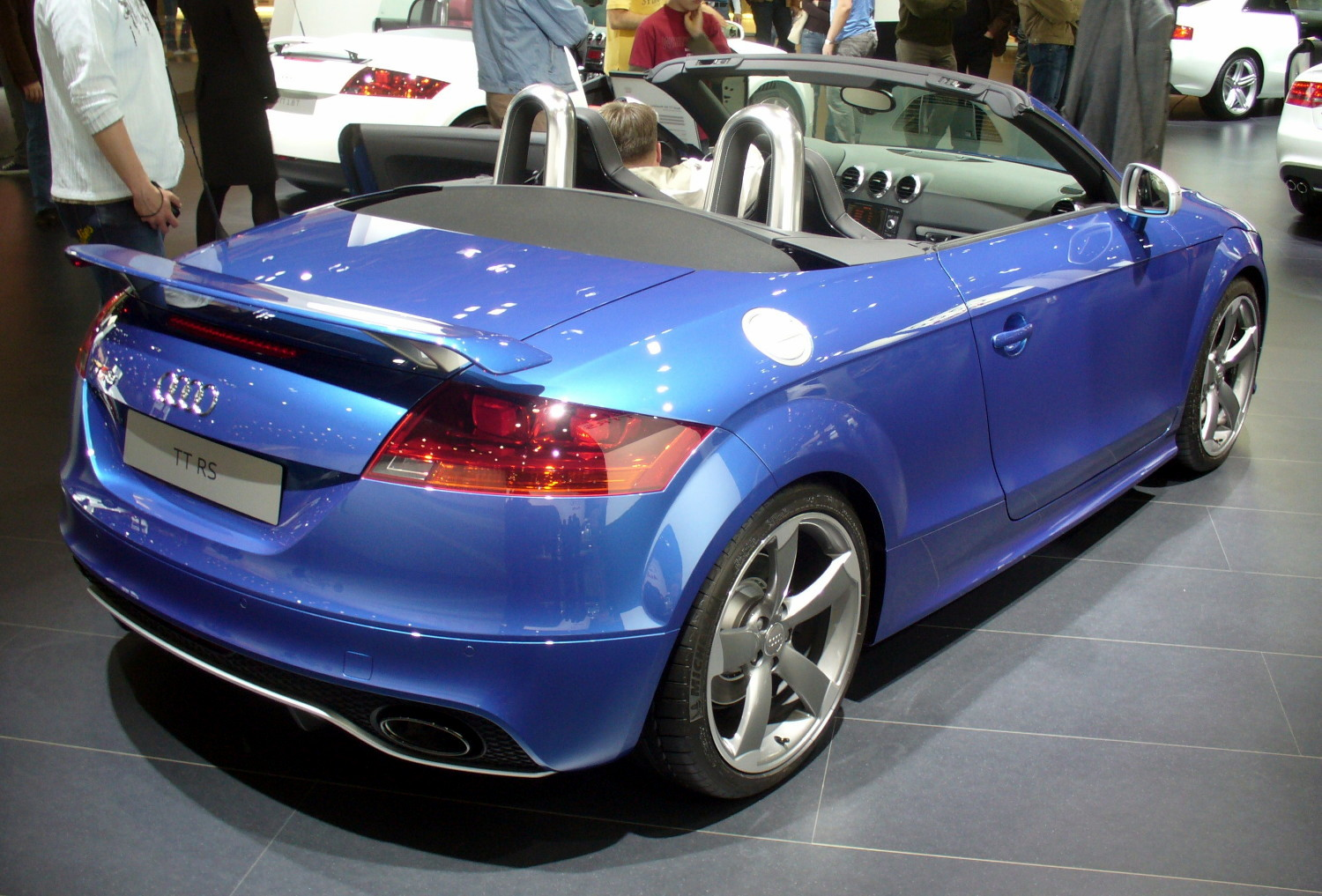
Audi TT RS Roadster,Vista Posterior
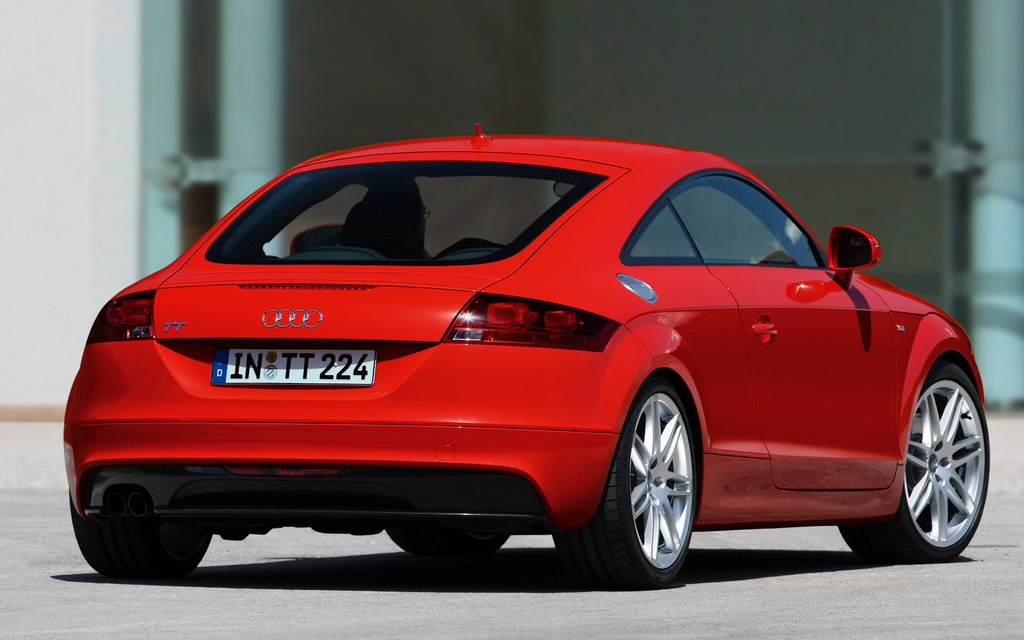
Audi TT 8J,Vista Posterior

## Tercera generació del TT (2014-present)
La tercera generació de l'Audi TT fou presentada al Saló de l'automòbil de Ginebra de l'any 2014 en les versions normal i TTS. Les línies mestres del seu disseny es conserven novament amb un perfil de línies arrodonides, però s'accentuen les línies rectes en els detalls de disseny i apropa la seva imatge a la resta de la gamma Audi de models coetanis.
El 2014 en el Saló de l'automòbil de Detroit es van presentar juntament amb el nou TT 2 variants més en format concept que són l'Audi Allroad Shooting Brake Concept en color blau que, com bé diu el seu nom, seria una variant tipus Audi Allroad, i també es va presentar en color groc l'Audi TT Offroad Concept que seria una variant tipus SUV.

## Premis
El TT original va ser nominat per al premi d'Automòbil Nord-americà de l'Any 2000. També va estar a la "Llista dels Deu Millors Automòbils " de la revista Car and Driver en 2000 i 2001.
La segona generació del TT ha estat reconeguda amb molts premis, incloent-hi l'inaugural Drive Car of the Year, Cupè de l'Any 2006 de Top Gear, Automòbil de l'Any 2006 de Fifth Gear, Automòbil Més Bell per Autobild i Automòbil de Disseny Mundial de l'any 2007, a més va ser finalista en Automòbil Mundial de l'Any.